# Receptor do fator de crescimento semelhante à insulina tipo 2
O receptor do fator de crescimento semelhante à insulina 2 (IGF-2R ou IGF2R), também chamado de receptor de manose-6-fosfato independente de cátion (CI-MPR), é uma proteína que, em humanos, é codificada pelo gene IGF2R. O IGF2R é um receptor de proteína multifuncional que se liga ao fator de crescimento semelhante à insulina 2 (IGF2) na superfície celular e a proteínas marcadas com manose-6-fosfato (M6P) na rede transgolgi.

## Estrutura
A estrutura do IGF2R é uma proteína transmembrana do tipo I (ou seja, tem um único domínio transmembrana com seu terminal C no lado citoplasmático das membranas lipídicas) com um grande domínio extracelular/lumenal e uma cauda citoplasmática relativamente curta. O domínio extracelular consiste em uma pequena região homóloga ao domínio de ligação ao colágeno da fibronectina e em quinze repetições de aproximadamente 147 resíduos de aminoácidos. Cada uma dessas repetições é homóloga ao domínio extracitoplasmático de 157 resíduos do receptor de manose 6-fosfato. A ligação com o IGF2 é mediada por uma das repetições, enquanto duas repetições diferentes são responsáveis pela ligação com a manose-6-fosfato. O IGF2R tem aproximadamente 300 kDa de tamanho; ele parece existir e funcionar como um dímero.

## Função
O IGF2R funciona para limpar o IGF2 da superfície da célula para atenuar a sinalização e para transportar os precursores da hidrolase ácida lisossômica do aparelho de Golgi para o lisossomo. Após a ligação do IGF2 na superfície da célula, os IGF2Rs se acumulam na formação de vesículas revestidas de clatrina e são internalizados. No lúmen da rede trans-Golgi, o IGF2R se liga à carga marcada com M6P. Os IGF2Rs (ligados à sua carga) são reconhecidos pela família GGA1 [en] de proteínas adaptadoras de clatrina e se acumulam na formação de vesículas revestidas de clatrina. Os IGF2Rs da superfície celular e do Golgi são transportados para o endossomo inicial, onde, no ambiente de pH relativamente baixo do endossomo, os IGF2Rs liberam sua carga. Os IGF2Rs são reciclados de volta para o Golgi pelo complexo retrômero, novamente por meio da interação com GGAs e vesículas. As proteínas de carga são então transportadas para o lisossomo por meio do endossomo tardio, independentemente dos IGF2Rs.

## Interações
Foi demonstrado que o receptor do fator de crescimento semelhante à insulina 2 interage com a M6PRBP1.

## Evolução
A função do receptor do fator de crescimento semelhante à insulina 2 evoluiu a partir do receptor de manose 6-fosfato independente de cátion e foi observada pela primeira vez em Monotremes. O local de ligação do IGF-2 foi provavelmente adquirido de forma fortuita com a geração de um cluster de intensificador de local de emenda exônica no exon 34, presumivelmente necessário por vários kilobases de inserções de elementos repetidos no intron anterior. Seguiu-se então uma maturação de afinidade de seis vezes durante a evolução teriana, coincidente com o início da impressão e consistente com a teoria do conflito parental.